# Austrotachardiella rotundata
Austrotachardiella rotundata är en insektsart som först beskrevs av Cockerell och Cockerell, in Cockerell 1903.  Austrotachardiella rotundata ingår i släktet Austrotachardiella och familjen Kerriidae. Inga underarter finns listade i Catalogue of Life.